# ティオのファルコムラジオめんどくさいです…でもがんばります
『ティオの"ファルコムラジオ"めんどくさいです…でもがんばります』は、日本ファルコムに関連したインターネットラジオ番組。
愛称はめんどくさいラジオまたはファルコムラジオ。

## 概要
日本ファルコム株式会社30周年記念の一環として行われている公式WEBラジオであり、発端は、2011年8月12日、ニコファーレにて行われたjdkBANDライブのトークイベントにて、日本ファルコム30周年と言うことで「何か記念になる事を出来ないか」という話になった際、ゲストとして参加していた水橋かおりが「ラジオぐらいならやってもいい」と言ったことを受け、その場で日本ファルコムの近藤社長に電話で確認が取られ、OKをもらったことで急遽放送が決定したと言う異色の経歴がある。

## パーソナリティ
- 水橋かおり（『英雄伝説 零の軌跡/碧の軌跡』ティオ・プラトー 役）
- 小寺可南子（jdkBANDボーカル）

## コーナー
出動！特務しれん課
特務支援課見習いである浜本しおりと兼久和伴が、リスナーから依頼されたさまざまな任務をこなし、その任務を無事に達成出来たかをMCの2人に判定してもらうコーナー。
ファルコムミュージックライブラリー
リスナーからの要望を受けて、第79回から「支援要請」のひとつとしてスタートした（第85回からコーナー化）。以降原則として隔週で、浜本と兼久がファルコムのゲームの楽曲を紹介する（リスナーからのリクエストも受け付ける）。楽曲の詳細については#ファルコムミュージックライブラリー節を参照。
コティオの取調室
『英雄伝説 零の軌跡 Evolution』『那由多の軌跡』『イース セルセタの樹海』などファルコム作品のゲームのキャストをゲストに迎え、約2分のオープニングミニドラマから始まり、10の質問内容から色んな事を暴露したりするトークコーナー。碧フィールド・空フィールドが融合して、第24回更新分からリニューアルした。
ティオのつぶやき…
リスナーから募集した台詞を、両MCやゲストがつぶやくコーナー。
エンディングでの提供告知
その回のゲストが「この番組は、キャラアニの提供でお送りしました」と述べた後、時には面白おかしく、時にはかなり恐ろしい一言を言ってから今回の番組が終了するミニコーナー。

### 終了したコーナー
碧フィールド
『英雄伝説 碧の軌跡』のキャストをゲストに、ゲームの感想や思いなどを交えて送るトークコーナー。第23回更新分にて終了。
空フィールド
OVA『英雄伝説 空の軌跡 THE ANIMATION』のキャストをゲストに、OVAやゲームの感想や思いなどを交えて送るトークコーナー。第23回更新分にて終了。
ラジオドラマ
『空の軌跡』のオーディオドラマ。第10回更新分にて終了。

## ゲスト
| 回  | 放送日     | ゲスト・備考 |
| --- | ---------- | --- |
| 1   | 2011.10.07 | 皆川純子（ワジ・ヘミスフィア役） 斎賀みつき（ヨシュア・ブライト役）                                                          |
| 2   | 2011.10.14 | 皆川純子（ワジ・ヘミスフィア役） 斎賀みつき（ヨシュア・ブライト役）                                                          |
| 3   | 2011.10.21 | 近藤孝行（アガット・クロスナー役） 塩山由佳（シェラザード・ハーヴェイ役）                                                    |
| 4   | 2011.10.28 | 近藤孝行（アガット・クロスナー役） 塩山由佳（シェラザード・ハーヴェイ役）                                                    |
| 5   | 2011.11.04 | 遠藤綾（エリィ・マクダエル役） 西原久美子（レン役）                                                                          |
| 6   | 2011.11.11 | 遠藤綾（エリィ・マクダエル役） 西原久美子（レン役）                                                                          |
| 7   | 2011.11.18 | 佐藤利奈（リーシャ・マオ役） 皆口裕子（クローゼ・リンツ役）                                                                  |
| 8   | 2011.11.25 | 佐藤利奈（リーシャ・マオ役） 皆口裕子（クローゼ・リンツ役）                                                                  |
| 9   | 2011.12.02 | 大川透（ロバーツ主任役） 三浦祥朗（ブルブラン役）                                                                            |
| 10  | 2011.12.09 | 大川透（ロバーツ主任役） 三浦祥朗（ブルブラン役）                                                                            |
| 11  | 2011.12.16 | 金子英彦（ヨアヒム・ギュンター役） 今野宏美（ティータ・ラッセル役）                                                          |
| 12  | 2011.12.23 | 金子英彦（ヨアヒム・ギュンター役） 今野宏美（ティータ・ラッセル役）                                                          |
| 13  | 2012.01.06 | なし |
| 14  | 2012.01.13 | 浅野真澄（ノエル・シーカー役） 庄司宇芽香（ジョゼット・カプア役）                                                            |
| 15  | 2012.01.20 | 浅野真澄（ノエル・シーカー役） 庄司宇芽香（ジョゼット・カプア役）                                                            |
| 16  | 2012.01.27 | 滝下毅（ヴァルド・ヴァレス役） 緑川光（レオンハルト役）                                                                      |
| 17  | 2012.02.03 | 滝下毅（ヴァルド・ヴァレス役） 緑川光（レオンハルト役）                                                                      |
| 18  | 2012.02.10 | 柿原徹也（ロイド・バニングス役） 子安武人（オリビエ・レンハイム役）                                                          |
| 19  | 2012.02.17 | 柿原徹也（ロイド・バニングス役） 子安武人（オリビエ・レンハイム役）                                                          |
| 20  | 2012.02.24 | 有島モユ（フラン・シーカー役） 神田朱未（エステル・ブライト役）                                                              |
| 21  | 2012.03.02 | 有島モユ（フラン・シーカー役） 神田朱未（エステル・ブライト役）                                                              |
| 22  | 2012.03.09 | J.D.K.BAND（バンドグループ） ちょうちょ（歌手）                                                                              |
| 23  | 2012.03.16 | J.D.K.BAND（バンドグループ） ちょうちょ（歌手）                                                                              |
| 24  | 2012.03.23 | 三木眞一郎（ランディ・オルランド役）                                                                                         |
| 25  | 2012.03.30 | 三木眞一郎（ランディ・オルランド役）                                                                                         |
| 26  | 2012.04.06 | 遠藤綾（エリィ・マクダエル役）                                                                                               |
| 27  | 2012.04.13 | 遠藤綾（エリィ・マクダエル役）                                                                                               |
| 28  | 2012.04.20 | 石塚運昇（セルゲイ・ロウ役）                                                                                                 |
| 29  | 2012.04.27 | 石塚運昇（セルゲイ・ロウ役）                                                                                                 |
| 30  | 2012.05.11 | 浅川悠（イリア・プラティエ役）                                                                                               |
| 31  | 2012.05.18 | 浅川悠（イリア・プラティエ役）                                                                                               |
| 32  | 2012.05.25 | 進藤尚美（ソーニャ・ベルツ役）                                                                                               |
| 33  | 2012.06.01 | 進藤尚美（ソーニャ・ベルツ役）                                                                                               |
| 34  | 2012.06.08 | 生天目仁美（グレイス・リン役）                                                                                               |
| 35  | 2012.06.15 | 生天目仁美（グレイス・リン役）                                                                                               |
| 36  | 2012.06.22 | 田中理恵（マリアベル・クロイス役）                                                                                           |
| 37  | 2012.06.29 | 田中理恵（マリアベル・クロイス役）                                                                                           |
| 38  | 2012.07.06 | 佐藤利奈（リーシャ・マオ役）                                                                                                 |
| 39  | 2012.07.13 | 佐藤利奈（リーシャ・マオ役）                                                                                                 |
| 40  | 2012.07.20 | 金子英彦（ヨアヒム・ギュンター役）                                                                                           |
| 41  | 2012.07.27 | 金子英彦（ヨアヒム・ギュンター役）                                                                                           |
| 42  | 2012.08.03 | 斎賀みつき（ヨシュア・ブライト役）                                                                                           |
| 43  | 2012.08.10 | 斎賀みつき（ヨシュア・ブライト役）                                                                                           |
| 44  | 2012.08.17 | 桑島法子（アーサ・ハーシェル役）                                                                                             |
| 45  | 2012.08.24 | 桑島法子（アーサ・ハーシェル役）                                                                                             |
| 46  | 2012.08.31 | 水橋かおり（ティオ・プラトー役） 兼久和伴（鉱員マルロ役）                                                                    |
| 47  | 2012.09.07 | 小寺可南子（XXXX役） 浜本しおり（ヨナ・セイクリッド役）                                                                      |
| 48  | 2012.09.14 | 広橋涼（ライラ・バートン役）                                                                                                 |
| 49  | 2012.09.21 | 広橋涼（ライラ・バートン役）                                                                                                 |
| 50  | 2012.09.28 | 茅野愛衣（ノイ役） |
| 51  | 2012.10.05 | 茅野愛衣（ノイ役） |
| 52  | 2012.10.12 | 小倉唯（カンリリカ役） |
| 53  | 2012.10.19 | 小倉唯（カンリリカ役） |
| 54  | 2012.10.26 | 遠藤綾（エリィ・マクダエル役）                                                                                               |
| 55  | 2012.11.02 | 遠藤綾（エリィ・マクダエル役）                                                                                               |
| 56  | 2012.11.09 | 中井和哉（アレックス・ダドリー役）                                                                                           |
| 57  | 2012.11.16 | 中井和哉（アレックス・ダドリー役）                                                                                           |
| 58  | 2012.11.23 | 菅沼久義（ギルバート・スタイン役）                                                                                           |
| 59  | 2012.11.30 | 菅沼久義（ギルバート・スタイン役）                                                                                           |
| 60  | 2012.12.07 | 白鳥由里（リーザ役） |
| 61  | 2012.12.14 | 白鳥由里（リーザ役） |
| 62  | 2012.12.21 | 野島健児（レムノス役） |
| 63  | 2012.12.28 | 野島健児（レムノス役） |
| 64  | 2013.01.04 | 神田朱未（エステル・ブライト役） 斎賀みつき（ヨシュア・ブライト役）                                                          |
| 65  | 2013.01.11 | 神田朱未（エステル・ブライト役） 斎賀みつき（ヨシュア・ブライト役）                                                          |
| 66  | 2013.01.18 | なし |
| 67  | 2013.01.25 | なし |
| 68  | 2013.02.01 | 柿原徹也（ロイド・バニングス役）                                                                                             |
| 69  | 2013.02.08 | 柿原徹也（ロイド・バニングス役）                                                                                             |
| 70  | 2013.02.15 | 遠藤綾（エリィ・マクダエル役）                                                                                               |
| 71  | 2013.02.22 | 遠藤綾（エリィ・マクダエル役）                                                                                               |
| 72  | 2013.03.01 | 皆川純子（ワジ・ヘミスフィア役）                                                                                             |
| 73  | 2013.03.08 | 皆川純子（ワジ・ヘミスフィア役）                                                                                             |
| 74  | 2013.03.15 | 西原久美子（レン役） |
| 75  | 2013.03.22 | 西原久美子（レン役） |
| 76  | 2013.03.29 | 高戸靖広（ミシェル役） |
| 77  | 2013.04.08 | 高戸靖広（ミシェル役） |
| 78  | 2013.04.15 | 石塚運昇（セルゲイ・ロウ役）                                                                                                 |
| 79  | 2013.04.22 | 石塚運昇（セルゲイ・ロウ役）                                                                                                 |
| 80  | 2013.04.29 | 石塚運昇（セルゲイ・ロウ役）                                                                                                 |
| 81  | 2013.05.10 | ガディス岡島のファルコムクロニクル                                                                                           |
| 82  | 2013.05.17 | 平川大輔（ツァオ・リー役）                                                                                                   |
| 83  | 2013.05.24 | 平川大輔（ツァオ・リー役）                                                                                                   |
| 84  | 2013.05.31 | 平川大輔（ツァオ・リー役）                                                                                                   |
| 85  | 2013.06.07 | ガディス岡島のファルコムクロニクル                                                                                           |
| 86  | 2013.06.14 | 神田朱未（エステル・ブライト役）                                                                                             |
| 87  | 2013.06.21 | 神田朱未（エステル・ブライト役）                                                                                             |
| 88  | 2013.06.28 | 神田朱未（エステル・ブライト役）                                                                                             |
| 89  | 2013.07.05 | ガディス岡島のファルコムクロニクル                                                                                           |
| 90  | 2013.07.12 | 今野宏美（ティータ・ラッセル役）                                                                                             |
| 91  | 2013.07.19 | 今野宏美（ティータ・ラッセル役）                                                                                             |
| 92  | 2013.07.26 | 今野宏美（ティータ・ラッセル役）                                                                                             |
| 93  | 2013.08.02 | おたよりスペシャル |
| 94  | 2013.08.09 | 進藤尚美（ソーニャ・ベルツ役）                                                                                               |
| 95  | 2013.08.16 | 進藤尚美（ソーニャ・ベルツ役）                                                                                               |
| 96  | 2013.08.23 | 進藤尚美（ソーニャ・ベルツ役）                                                                                               |
| 97  | 2013.08.30 | 蔵出しトークスペシャル |
| 98  | 2013.09.06 | 水橋かおり（ティオ・プラトー役）                                                                                             |
| 99  | 2013.09.13 | 小寺可南子（J.D.K.BAND） |
| 100 | 2013.09.20 | 近藤季洋（日本ファルコム株式会社社長）                                                                                       |
| 101 | 2013.09.27 | 近藤季洋（日本ファルコム株式会社社長）                                                                                       |
| 102 | 2013.10.04 | 白石涼子（エリオット・グレイグ役）                                                                                           |
| 103 | 2013.10.11 | 白石涼子（エリオット・グレイグ役）                                                                                           |
| 104 | 2013.10.18 | 白石涼子（エリオット・グレイグ役）                                                                                           |
| 105 | 2013.10.25 | ガディス岡島のファルコムクロニクル                                                                                           |
| 106 | 2013.11.01 | 金元寿子（フィー・クラウゼル役）                                                                                             |
| 107 | 2013.11.08 | 金元寿子（フィー・クラウゼル役）                                                                                             |
| 108 | 2013.11.15 | 金元寿子（フィー・クラウゼル役）                                                                                             |
| 109 | 2013.11.22 | 「ミュージックライブラリ」SP！                                                                                               |
| 110 | 2013.11.29 | 平川大輔（ツァオ・リー役）※公開録音                                                                                          |
| 111 | 2013.12.06 | 平川大輔（ツァオ・リー役）※公開録音                                                                                          |
| 112 | 2013.12.13 | 公開録音反省会 |
| 113 | 2013.12.20 | おたよりスペシャル |
| 114 | 2013.12.27 | 佐藤拓也 （マキアス・レーグニッツ役）                                                                                        |
| 115 | 2014.01.10 | 佐藤拓也 （マキアス・レーグニッツ役）                                                                                        |
| 116 | 2014.01.17 | 佐藤拓也 （マキアス・レーグニッツ役）                                                                                        |
| 117 | 2014.01.24 | 進藤尚美 （『みんな集まれ!ファルコム学園』ラッピィ役）                                                                       |
| 118 | 2014.01.31 | 進藤尚美 （『みんな集まれ!ファルコム学園』ラッピィ役）                                                                       |
| 119 | 2014.02.07 | 進藤尚美 （『みんな集まれ!ファルコム学園』ラッピィ役）                                                                       |
| 120 | 2014.02.14 | ミュージックライブラリSP |
| 121 | 2014.02.21 | 草尾毅 （『ファルコム学園』北米版アドル役、「イースシリーズ」 アドル・クリスティン役〈初代〉、『空の軌跡』ダン・ラッセル役） |
| 122 | 2014.02.28 | 草尾毅 （『ファルコム学園』北米版アドル役、「イースシリーズ」 アドル・クリスティン役〈初代〉、『空の軌跡』ダン・ラッセル役） |
| 123 | 2014.03.07 | 草尾毅 （『ファルコム学園』北米版アドル役、「イースシリーズ」 アドル・クリスティン役〈初代〉、『空の軌跡』ダン・ラッセル役） |
| 124 | 2014.03.14 | ミュージックライブラリSP |
| 125 | 2014.03.21 | 野中藍 （『閃の軌跡』トワ・ハーシェル役、『イース -フェルガナの誓い-』エレナ・ストダート役）                                 |
| 126 | 2014.03.28 | 野中藍 （『閃の軌跡』トワ・ハーシェル役、『イース -フェルガナの誓い-』エレナ・ストダート役）                                 |
| 127 | 2014.04.04 | 野中藍 （『閃の軌跡』トワ・ハーシェル役、『イース -フェルガナの誓い-』エレナ・ストダート役）                                 |
| 128 | 2014.04.11 | ファルコム川柳スペシャル |
| 129 | 2014.04.18 | 浅川悠（イリア・プラティエ役）                                                                                               |
| 130 | 2014.04.25 | 浅川悠（イリア・プラティエ役）                                                                                               |
| 131 | 2014.05.02 | 浅川悠（イリア・プラティエ役）                                                                                               |
| 132 | 2014.05.09 | ファルコム川柳スペシャル |
| 133 | 2014.05.16 | 皆川純子（ワジ・ヘミスフィア役）                                                                                             |
| 134 | 2014.05.23 | 皆川純子（ワジ・ヘミスフィア役）                                                                                             |
| 135 | 2014.05.30 | 皆川純子（ワジ・ヘミスフィア役）                                                                                             |
| 136 | 2014.06.06 | おたよりスペシャル |
| 137 | 2014.06.13 | 龍谷修武（ツァイト／ヴァルド・ヴァレス役）                                                                                   |
| 138 | 2014.06.20 | 龍谷修武（ツァイト／ヴァルド・ヴァレス役）                                                                                   |
| 139 | 2014.06.27 | 龍谷修武（ツァイト／ヴァルド・ヴァレス役）                                                                                   |
| 140 | 2014.07.04 | ファルコム川柳スペシャル |
| 141 | 2014.07.11 | 浅野真澄（ノエル・シーカー役）                                                                                               |
| 142 | 2014.07.18 | 浅野真澄（ノエル・シーカー役）                                                                                               |
| 143 | 2014.07.25 | 浅野真澄（ノエル・シーカー役）                                                                                               |
| 144 | 2014.08.01 | おたよりスペシャル |
| 145 | 2014.08.08 | 森田成一（レクター・アランドール役）                                                                                         |
| 146 | 2014.08.15 | 森田成一（レクター・アランドール役）                                                                                         |
| 147 | 2014.08.22 | 森田成一（レクター・アランドール役）                                                                                         |
| 148 | 2014.08.29 | おたよりスペシャル |
| 149 | 2014.09.05 | 立花慎之介 （ユーシス・アルバレア役）                                                                                        |
| 150 | 2014.09.12 | 立花慎之介 （ユーシス・アルバレア役）                                                                                        |
| 151 | 2014.09.19 | 立花慎之介 （ユーシス・アルバレア役）                                                                                        |
| 152 | 2014.09.26 | ミュージックライブラリSP |
| 153 | 2014.10.06 | 岡島俊治（Falcom jdk BAND）                                                                                                  |
| 154 | 2014.10.10 | 岡島俊治（Falcom jdk BAND）                                                                                                  |
| 155 | 2014.10.17 | 岡島俊治（Falcom jdk BAND）                                                                                                  |
| 156 | 2014.10.24 | ファルコム川柳スペシャル |
| 157 | 2014.10.31 | 早見沙織（エマ・ミルスティン役）                                                                                             |
| 158 | 2014.11.07 | 早見沙織（エマ・ミルスティン役）                                                                                             |
| 159 | 2014.11.14 | 早見沙織（エマ・ミルスティン役）                                                                                             |
| 160 | 2014.11.21 | ミュージックライブラリSP |
| 161 | 2014.11.28 | 松来未祐（クレア・リーヴェルト役）                                                                                           |
| 162 | 2014.12.05 | 松来未祐（クレア・リーヴェルト役）                                                                                           |
| 163 | 2014.12.12 | 松来未祐（クレア・リーヴェルト役）                                                                                           |
| 164 | 2014.12.19 | ミュージックライブラリSP |
| 165 | 2014.12.26 | 小岩井ことり（ミリアム・オライオン役）                                                                                       |
| 166 | 2015.01.01 | 小岩井ことり（ミリアム・オライオン役）                                                                                       |
| 167 | 2015.01.09 | 小岩井ことり（ミリアム・オライオン役）                                                                                       |
| 168 | 2015.01.16 | おたよりスペシャル |
| 169 | 2015.01.23 | 新久保だいすけ（みんな集まれファルコム学園 原作者）                                                                          |
| 170 | 2015.01.30 | 新久保だいすけ（みんな集まれファルコム学園 原作者）                                                                          |
| 171 | 2015.02.06 | 新久保だいすけ（みんな集まれファルコム学園 原作者）                                                                          |
| 172 | 2015.02.13 | おたよりスペシャル |
| 173 | 2015.02.20 | 中田譲治（ギリアス・オズボーン役）                                                                                           |
| 174 | 2015.02.27 | 中田譲治（ギリアス・オズボーン役）                                                                                           |
| 175 | 2015.03.06 | 中田譲治（ギリアス・オズボーン役）                                                                                           |
| 176 | 2015.03.13 | ミュージックライブラリSP |
| 177 | 2015.03.20 | 後藤沙緒里（エリゼ・シュバルツァー役）                                                                                       |
| 178 | 2015.03.27 | 後藤沙緒里（エリゼ・シュバルツァー役）                                                                                       |
| 179 | 2015.04.03 | 後藤沙緒里（エリゼ・シュバルツァー役）                                                                                       |
| 180 | 2015.04.10 | 最終回スペシャル |

## ファルコムミュージックライブラリー
※紹介者に◆を付したものはリスナーからのリクエスト曲。特記しない場合は紹介者の選曲。
| 回         | 紹介者           | 曲名                                                      | 収録CD（特記しない場合は当該ゲームのサウンドトラック） |
| ---------- | ---------------- | --------------------------------------------------------- | --- |
| 79         | 浜本             | 空の軌跡                                                  | 英雄伝説 空の軌跡 オリジナルサウンドトラック |
| 79         | 兼久             | way of life                                               | 英雄伝説 零の軌跡 オリジナルサウンドトラック |
| 81         | 浜本             | Cry for me, Cry for you                                   | 英雄伝説 空の軌跡 the 3rd オリジナルサウンドトラック |
| 81         | 兼久             | TO MAKE THE END OF BATTLE                                 | Ys I&II Chronicles オリジナルサウンドトラック（イースII） |
| 83         | 兼久             | 最後の闘い -魔王ヴェスパー-                               | ツヴァイ!! オリジナルサウンドトラック |
| 83         | 浜本             | FEENA                                                     | Ys I&II Chronicles オリジナルサウンドトラック（イースI） |
| 85         | 浜本             | Maybe it was fated                                        | 空を見上げて 〜英雄伝説 空の軌跡 ボーカルバージョン〜（英雄伝説 空の軌跡SC） |
| 85         | 兼久             | イルバーンズの遺跡                                        | イース古今曲集（イース -フェルガナの誓い-） |
| 87         | 兼久             | HEADLESS Non-loop Version                                 | ブランディッシュ 〜ダークレヴィナント〜 オリジナルサウンドトラック |
| 87         | 浜本◆            | 翼をもった少年 (PSP Demo Movie Ver.)                      | イース -フェルガナの誓い- jdkスペシャル |
| 89         | 浜本             | BOY ON THE WING                                           | ファルコム ボーカルコレクションII（イース -フェルガナの誓い-） |
| 89         | 兼久◆            | Theme of adol 1993                                        | パーフェクトコレクション イースIV Vol.3（イースIV The Dawn of Ys） |
| 93         | 兼久             | Conflicting Passions                                      | 英雄伝説 碧の軌跡 オリジナルサウンドトラック |
| 93         | 浜本◆            | Destruction Impulse                                       | 英雄伝説 碧の軌跡 オリジナルサウンドトラック |
| 95         | 兼久◆            | Genesis BEYOND the BEGINNING OPENING VERSION              | Ys ORIGIN ORIGINAL SOUND TRACK |
| 95         | 浜本◆            | 誰かがあなたを愛してる                                    | フィーナ／南翔子（ぽっぷるメイル） |
| 96         | 兼久◆            | 未知なる世界へ                                            | 那由多の軌跡 オリジナルサウンドトラック |
| 96         | 浜本◆            | ボクラノ未来                                              | ツヴァイ2 オリジナルサウンドトラック |
| 98         | 兼久◆            | TO MAKE THE END OF DIGGING                                | ぐるみん オリジナルサウンドトラック |
| 98         | 浜本◆            | 邪神官ベリアス -襲撃-                                     | 英雄伝説IV 朱紅い雫 オリジナルサウンドトラック |
| 101        | 浜本             | 異郷の空                                                  | 英雄伝説 閃の軌跡 オリジナルサウンドトラック |
| 101        | 兼久             | Atrocious Raid                                            | 英雄伝説 閃の軌跡 オリジナルサウンドトラック |
| 103        | 浜本◆            | ダンジョン（消えた王様の杖）                              | ソーサリアン オリジナルサウンドトラック |
| 103        | 兼久◆            | MIGHTY OBSTACLE                                           | イースVI -ナピュシュテムの匣- オリジナルサウンドトラック |
| 105        | 兼久◆            | 覆面超人ギャランドゥ                                      | ツヴァイ2 オリジナルサウンドトラック |
| 105        | 浜本◆            | 星空のララバイ                                            | ファルコム ボーカルコレクションII（ソーサリアン） |
| 107        | 兼久             | 鉄鋼の町 -ギア-                                           | 英雄伝説IV 朱紅い雫 オリジナルサウンドトラック |
| 107        | 浜本◆            | 製鉄の町〜ギア〜                                          | 「英雄伝説I〜IV」ピアノコレクション（英雄伝説IV 朱紅い雫） |
| 109        | 兼久◆            | EURO BEAT POCO                                            | ぐるみん オリジナルサウンドトラック |
| 109        | 浜本◆            | 朱紅い雫 -愛しのアイメル-                                 | 英雄伝説IV 朱紅い雫 オリジナルサウンドトラック |
| 109        | 兼久◆            | VACANT INTERFERENCE                                       | Ys SEVEN オリジナルサウンドトラック |
| 109        | 浜本◆            | 「PROVINCIALISM Ys」よりファルコムラジオMix               | プロヴィンシャリズム イース |
| 109        | 兼久◆            | ONLY ONE                                                  | ファルコム ボーカルコレクションIV（ぽっぷるメイル） |
| 109        | 浜本◆            | I swear...                                                | 空を見上げて 〜英雄伝説 空の軌跡 ボーカルバージョン〜（英雄伝説 空の軌跡SC） |
| 113        | 浜本             | 降水確率10％                                              | 英雄伝説 零の軌跡 Evolution オリジナルサウンドトラック |
| 113        | 兼久             | ルード城                                                  | イースvs.空の軌跡 オルタナティブ・サーガ オリジナルサウンドトラック（英雄伝説III 白き魔女） |
| 114        | 兼久             | Farewell                                                  | イースV オーケストラバージョン |
| 115        | 浜本             | 雪の五条大橋                                              | ソーサリアン スーパーアレンジバージョンIII（戦国ソーサリアン） |
| 117        | 兼久◆            | White Lie in Black                                        | ザナドゥ・ネクスト オリジナルサウンドトラック |
| 117        | 浜本◆            | QUATERA WOODS                                             | イースVI -ナピュシュテムの匣- オリジナルサウンドトラック |
| 119        | 浜本◆            | ロードモナーク 通常                                       | ロードモナーク オリジナルサウンドトラック |
| 119        | 兼久◆            | Twilight Wanderers                                        | イースvs.空の軌跡 オルタナティブ・サーガ オリジナルサウンドトラック |
| 120        | 兼久◆            | この瞬間に全てを賭けて                                    | ツヴァイ2 オリジナルサウンドトラック |
| 120        | 浜本◆            | 虚ろなる光の封土                                          | 英雄伝説 空の軌跡 オリジナルサウンドトラック |
| 121        | 兼久◆            | 精霊の賛歌                                                | ダイナソア FM音源完全版 |
| 121        | 浜本◆            | 最後の選択                                                | 英雄伝説 空の軌跡 the 3rd オリジナルサウンドトラック |
| 123        | 兼久             | アドバイス 〜おいでませなのモナの店〜                     | イースvs.空の軌跡 オルタナティブ・サーガ オリジナルサウンドトラック（モナークモナーク） |
| 123        | 浜本             | On the Green Road                                         | 英雄伝説 零の軌跡 Evolution オリジナルサウンドトラック |
| 124        | 兼久◆            | Leone Fredrik Richter “海の檻歌”                          | 英雄伝説V 海の檻歌 オリジナルサウンドトラック |
| 124        | 浜本◆            | 男ひとり旅                                                | 英雄伝説III 白き魔女 オリジナルサウンドトラック |
| 125        | 浜本◆            | 陽だまりにて和む猫                                        | 英雄伝説 空の軌跡 オリジナルサウンドトラック |
| 125        | 兼久◆            | Intense Chase                                             | 英雄伝説 零の軌跡 Evolution オリジナルサウンドトラック |
| 127        | 浜本◆            | 障害を突破せよ                                            | ツヴァイ2 オリジナルサウンドトラック |
| 127        | 兼久◆            | 雷撃の山麓                                                | 那由多の軌跡 オリジナルサウンドトラック |
| 129        | 兼久◆            | Evildoer                                                  | ザナドゥ・ネクスト オリジナルサウンドトラック |
| 129        | 浜本◆            | Go Fight                                                  | スタートレーダー Falcom J.D.K. Band 1 |
| 131        | 兼久             | CROSSING RAGE!                                            | Ys SEVEN オリジナルサウンドトラック |
| 131        | 浜本             | 穏やかな日常                                              | 那由多の軌跡 オリジナルサウンドトラック |
| 133        | 兼久◆            | 星屑のカンタータ完全版                                    | 英雄伝説V〜海の檻歌〜 オリジナルサウンドトラック |
| 133        | 浜本◆            | アニマルミニマル                                          | ぐるみん オリジナルサウンドトラック |
| 135        | 兼久◆            | LET TOMORROW TAKE CARE                                    | Ys SEVEN オリジナルサウンドトラック |
| 135        | 浜本◆            | 那由多の星の物語                                          | 那由多の軌跡 オリジナルサウンドトラック |
| 138        |                  |                                                           | |
| 浜本       | めぐり逢えるまで | 南翔子ソロアルバム「フィーナ」                            | |
| 140        | 兼久◆            | リルル・ウォーゼン                                        | ドラゴンスレイヤーIV ドラスレファミリー オリジナルサウンドトラック |
| 140        | 浜本◆            | In Adventure World                                        | ファルコム ボーカルコレクション I |
| 142        | 兼久◆            | 蒼穹の大地版                                              | 閃の軌跡 オリジナルサウンドトラック |
| 142        | 浜本◆            | FINAL BATTLE                                              | イース&イースII エターナル オリジナルサウンドトラック |
| 143        | 兼久◆            | 絆－熱き想いを胸に－                                      | 英雄伝説IV〜朱紅い雫〜 オリジナルサウンドトラック |
| 143        | 浜本◆            | 荒野に潜む影                                              | 英雄伝説 空の軌跡SC オリジナルサウンドトラック |
| 145        | 浜本◆            | 虎穴に入りて虎児を得よ                                    | 空の軌跡 the 3rd オリジナルサウンドトラック |
| 145        | 兼久◆            | Belief                                                    | 英雄伝説 閃の軌跡 スーパーアレンジバージョン |
| 147        | 浜本◆            | 優しくなりたい                                            | イース〜セルセタの樹海〜 オリジナルサウンドトラック |
| 147        | 兼久◆            | Legend of the Five Great Dragons                          | Ys SEVEN オリジナルサウンドトラック |
| 149        | 兼久◆            | クロップ洞窟                                              | ZWEI!! スーパーアレンジバージョン |
| 149        | 浜本◆            | Friends                                                   | ぐるみん オリジナルサウンドトラック |
| 152        | 浜本             | 花と風のうた                                              | Zwei!! オリジナルサウンドトラック Zwei!! オリジナルサウンドトラック2008 Zwei!! スーパーアレンジバージョン |
| 152        | 兼久             | ストッパー                                                | パーフェクトコレクション ドラゴンスレーヤー英雄伝説IIオリジナルゲームサウンドトラック パーフェクトコレクション ドラゴンスレーヤー英雄伝説II スペシャルアレンジ版 イースvs.空の軌跡 オルタナティブ・サーガ オリジナルサウンドトラック                                                                                           |
| 152        | 兼久             | フィーナ                                                  | ミュージックフロム イース Ys I&II Chronicles オリジナルサウンドトラック 曲名：女神たちの囁き（フィーナ（南翔子）） PROVINCIALISM Ys |
| 152        | 浜本             | THE GUIDANCE OF A WHITE TOWER                             | 曲名：THE GUIDANCE OF A WHITE TOWER (Ys ORIGIN ORIGINAL SOUND TRACK) 曲名：To THE NEXT GENERATION (Ys ORIGIN ORIGINAL SOUND TRACK) 曲名：YSY -至宝の彷徨- (Ys ORIGIN スーパーアレンジバージョン) |
| 154        | 浜本             | DREAMING                                                  | MUSIC FROM Ys |
| 154        | 兼久             | エンディング(2)                                           | Falcom SPECIAL BOX '93 Disc2 |
| 154        | 浜本             | SUBTERRANEAN CANAL                                        | MUSIC FROM Ys |
| 158        | 兼久◆            | デュルゼルの手紙                                          | ミュージックフロム 英雄伝説 III もうひとつの英雄たちの物語 ～白き魔女～ |
| 158        | 浜本◆            | その勇気 その瞳 その優しさで                              | ファルコム ボーカルコレクションIV |
| 160        | 兼久             | 幻の大地セルペンティナ                                    | オリジナル・サウンドトラック Zwei!! ツヴァイ！！ オリジナル・サウンドトラック2008 ツヴァイ！！ スーパーアレンジバージョン |
| 160        | 浜本             | SEE YOU AGAIN                                             | MUSIC FROM Ys 曲名：DREAM (うたたね)（プレプリマ II） 曲名：微笑みの鍵（杉本理恵）（ファルコム ボーカルコレクションII） 曲名：YOU ARE THE ONLY ONE（長織有加）（Falcom Vocal Special J.D.K.BAND 3） 曲名：Smile Again（南翔子）（ファルコムボーカルコレクション I） 曲名：Victory !!（川菜翠）（ベリー・ベスト・オブ・イース） |
| 162        | 兼久◆            | 俺様の肉体を見ろ!!                                        | MUSIC FROM Brandish3 |
| 162        | 浜本◆            | 永劫の夢、大空の記憶 Zwei!! 2人で冒険                     | オリジナルサウンドトラック Zwei!! |
| 164        | 兼久◆            | それ見よ我が元気                                          | 英雄伝説III 新・白き魔女 オリジナルサウンドトラック |
| 164        | 浜本◆            | グルグル魔人でポン                                        | ぐるみん オリジナルサウンドトラック |
| 164        | 兼久◆            | 魔獣が出てきてさぁ大変！                                  | 英雄伝説V 海の檻歌 オリジナルサウンドトラック |
| 164        | 浜本◆            | 特科クラス《VII組》                                       | 英雄伝説 閃の軌跡 オリジナルサウンドトラック |
| 165        | 浜本◆            | I swear... Instrumental Ver.                              | 空の軌跡FC&SC スーパーアレンジバージョン |
| 165        | 兼久◆            | Get Over The Barrier! -Roaring Version-                   | 英雄伝説 零の軌跡 オリジナルサウンドトラック |
| 167        | 浜本             | そして新たなる道へV2                                      | ヴァンテージマスター オリジナルサウンドトラック |
| 167        | 兼久             | そして新たなる道へV2                                      | ヴァンテージマスターポータブル オリジナルサウンドトラック |
| 169        | 兼久             | エンディングテーマ                                        | ドラゴンスレイヤーIV ドラスレファミリー オリジナルサウンドトラック |
| 169        | 浜本             | ザナドゥ（MSX版）オープニング                             | ファルコム・スペシャル・ボックス '91 |
| 169        | 兼久             | 風の伝説                                                  | オリジナルサウンドトラック 風の伝説ザナドゥ |
| 171        | 浜本             | BEAUTIFUL DAY（ソーサリアンX1版）                         | ソーサリアン スーパーアレンジバージョンII |
| 171        | 兼久             | Bloody diamond                                            | ソーサリアン スーパーアレンジバージョンIII |
| 171        | 浜本             | 忍者屋敷                                                  | ソーサリアン スーパーアレンジバージョンIII |
| 173        | 浜本◆            | セルセタの樹海                                            | YsIV J.D.K. SPECIAL The Dawn of Ys |
| 173        | 兼久◆            | 助けにきたぜ！                                            | オリジナルサウンドトラック 英雄伝説IV 朱紅い雫 |
| 176        | 兼久◆            | In The Cradle                                             | ミュージックフロム イースV 失われた砂の都ケフィン |
| 176        | 浜本◆            | 解き放たれた至宝                                          | 英雄伝説 空の軌跡SC オリジナルサウンドトラック |
| 176        | 兼久◆            | 邪魔をするな！                                            | オリジナル・サウンドトラック 英雄伝説IV 朱紅い雫 |
| 176        | 浜本◆            | ザナドゥ                                                  | ファルコムスペシャルBOX’96 |
| 176        | 兼久◆            | SCARLET TEMPEST                                           | イース・オリジンスーパーアレンジバージョン |
| 176        | 浜本◆            | Oh ! No ! FEENA                                           | ファルコム ネオクラシック |
| 178        | 兼久◆            | VARESTAIN                                                 | Falcom J.D.K.Band 1 |
| 178        | 浜本◆            | LA VALSE POUR XANADU ～XANADU NEXT OPENING～              | ザナドゥ・ネクスト オリジナルサウンドトラック |
| 179        | 兼久             | A Light Illuminating The Depths                           | 英雄伝説 零の軌跡 オリジナルサウンドトラック |
| 179        | 浜本             | 碧い軌跡 Aoi Kiseki                                       | 英雄伝説 碧の軌跡 オリジナル・サウンドトラック |
| DJCD Vol.2 | 浜本             | TO MAKE THE END OF BATTLE-ブラスバンドアレンジバージョン- | Falcom Music Chronicle |

## 主題歌
番組テーマソング
- Dramatic daydream
  - 作曲：山元祐介、編曲：山元祐介・山路一志、歌：ちょうちょ
  - 第1回 - 第93回まで
- 明日への鼓動
  - 歌：小寺可南子
  - 第94回 -

## 関連イベント
ティオの“ファルコムラジオ”めんどくさいです…でもがんばりますスペシャル
2011年9月25日放送
ファルコムラジオ配信決定を記念してのニコニコ動画での公開イベント番組。MCに水橋かおりと小寺可南子、ゲストに神田朱未（エステル・ブライト役）。

ティオのファルコムラジオ特別出張版〜イース セルセタの樹海編〜、〜零の軌跡Evolution編〜
2012年10月19日放送
『イース セルセタの樹海』『零の軌跡 Evolution』の発売を記念しての放送。MCに水橋かおり、ゲストに柿原徹也（ロイド・バニングス役）と、セルセタ編・零の軌跡編にそれぞれ日本ファルコム社長の近藤季洋、キャラアニの平賀忠和（零の軌跡 Evolutionプロデューサー）。